# Manfred Zeh
Manfred Paul Zeh (* 12. April 1933 in Heidewilxen, Kreis Trebnitz; † 15. Januar 2021) war ein deutscher General der Nationalen Volksarmee (NVA) der Deutschen Demokratischen Republik.
Er war Hochschullehrer und Kommandeur der Sektion Landstreitkräfte an der Militärakademie „Friedrich Engels“ (1984–1990) sowie vordem Kommandeur der 11. Mot.-Schützendivision der NVA (1977–1984).

## Leben

### Herkunft und Ausbildung
Manfred Zeh wuchs in der Familie eines Tischlers in einfachen Verhältnissen in Heidewilxen (pl – Wilczyn) auf. Von dort musste er als zwölfjähriger Schüler 1945/46 die Heimat im Kreis Trebnitz verlassen und gelangte durch angeordnete Umsiedlung in die Sowjetische Besatzungszone (SBZ). Zeh absolvierte neben einer Tätigkeit als Landarbeiter von 1946 bis 1950 eine Schulausbildung mit Abschluss der zwölften Klasse in den Grundlagenfächern.
Mit seinem freiwilligen Eintritt am 24. März 1950 in die bewaffneten Organe der DDR wurde Zeh Angehöriger der Deutschen Volkspolizei. Zunächst erfolgte von 1953 bis 1954 seine Ausbildung für den Offiziersberuf als Kursant an der Volkspolizeischule/Panzerschule Güstrow-Priemerwald, die er noch 1950 mit der Ernennung zum VP-Offizier abschloss.

### Militärische Laufbahn
Manfred Zeh war in seiner ersten Offiziersdienststellung bis 1952 als Zugführer und Oberadjutant eingesetzt. Anfang 1952 wurde Zeh in die Kasernierte Volkspolizei (KVP) der DDR übernommen. Danach arbeitete er 1952/53 als Erster Gehilfe des Stabschefs, bevor er bis 1955 die Funktion des Stabschefs in einer Abteilung in der KVP-Dienststelle (KVPD) Stern Buchholz übernahm. Im Jahr 1954 wurde er Mitglied der Sozialistische Einheitspartei Deutschlands (SED).
Anfang 1956 wurde er in die Nationale Volksarmee (NVA) der DDR übernommen und zum Studium (1956–1957) als Offiziershörer an die Hochschule für Offiziere der NVA in Dresden, dem Vorläufer der Militärakademie der NVA versetzt, die er mit einem Diplom 1957 erfolgreich abschloss.
Danach folgten Verwendungen im Stab der 8. Mot.-Schützendivision (8. MSD) in Schwerin: als Operativer Offizier in der Unterabteilung Operativ (OO-UAOp, 1957–1958) sowie als Leiter der Unterabteilung Aufklärung (LAkl, 1958–1960).
Ab Herbst 1961 bis 1964 studierte Zeh im Direktstudium als Offiziershörer an der Militärakademie „Friedrich Engels“ in Dresden und schloss diese als Diplom-Militärwissenschaftler (Dipl. rer. mil.) ab.
Nach dem Diplomstudium war er 1964 bis 1971 am Standort Stahnsdorf Kommandeur des Mot.-Schützenregiments MSR-2 der 1. Mot.-Schützendivision.
Von 1971 bis 1974 absolvierte Manfred Zeh – nach einem Vorbereitungsjahr in der UdSSR – in einem zweijährigen Direktstudium an der Militärakademie des Generalstabes der Streitkräfte der UdSSR in Moskau eine operativ-strategische Kommandeursausbildung, die er 1974 mit dem Diplom der Generalstabsakademie abschloss.
Nach seiner Rückkehr wurde er in der 11. Mot.-Schützendivision (11. MSD) in Halle eingesetzt: drei Jahre als Stellvertreter des Kommandeurs für Ausbildung (1974–1977) und ab 1. September 1977 bis zum 30. April 1984 als Kommandeur der 11. MSD. In beiden Verwendungen folgte er Oberst Alfred Krause. Am 7. Oktober 1979 wurde er zum Generalmajor ernannt.

### Tätigkeit in Lehre und Forschung
Im Mai 1984 wurde Manfred Zeh nach Dresden an die Militärakademie „Friedrich Engels“ versetzt und übernahm dort als Kommandeur der Sektion Landstreitkräfte (II. Sektion) die Führung der personell stärksten, wissenschaftlichen Sektion der Militärakademie. Er erhielt die Führungsverantwortung für die Gestaltung von Lehre und Forschung in der Sektion auf dem Gebiet Kriegskunst, im Bereich der militär-akademischen Ausbildung der Offiziere aus den Landstreitkräften, den Grenztruppen der DDR und ausländischen Streitkräften.
Mit seinem Personaleinsatz war die persönliche Lehrberechtigung Venia legendi verbunden. Erst nach der Absolvierung eines berufsbegleitenden postgradualen Studiums Hochschulpädagogik wurde ihm anschließend die Lehrbefähigung Facultas Docendi für Militärwissenschaft/Kriegskunst erteilt. 
Im Jahr 1985 wurde Zeh zum Mitglied des Wissenschaftlichen Rates der Militärakademie „Friedrich Engels“ berufen.
Ab 1986 führte Manfred Zeh das Zentrale Forschungsvorhaben der Sektion Landstreitkräfte „Zentrum für das Training der Führung und Feuerleitung“ sowie die Projektierung und den Bau einer modernen Ausbildungsanlage, in der die Simulation von Gefechtshandlungen unter Nutzung moderner Rechen- und Lasertechnik an topografisch genauen Geländemodellen möglich werden sollte. In diesem Rahmen schloss er 1989 seine berufsbegleitende außerplanmäßige Aspirantur mit einer Dissertation ab und wurde zum ersten akademischen Titel Doktor der Militärwissenschaft (Dr. rer. mil.) an der Militärakademie Dresden promoviert.
Im Vorfeld der Auflösung der Nationalen Volksarmee wurde Manfred Zeh am 30. September 1990 aus dem aktiven Wehrdienst entlassen.
Er verstarb am 15. Januar 2021.

## Auszeichnungen
- Vaterländischer Verdienstorden der DDR in Bronze,
- Kampforden „Für Verdienste um Volk und Vaterland“ der DDR in Bronze.